# Ernst Ludwig Kirchner
Pour les articles homonymes, voir Kirchner.
Ernst Ludwig Kirchner, né le 6 mai 1880 à Aschaffenbourg, en royaume de Bavière et mort le 15 juin 1938 à Frauenkirch, près de Davos en Suisse, est un peintre expressionniste allemand et l'un des fondateurs de l’association Die Brücke.

## Biographie

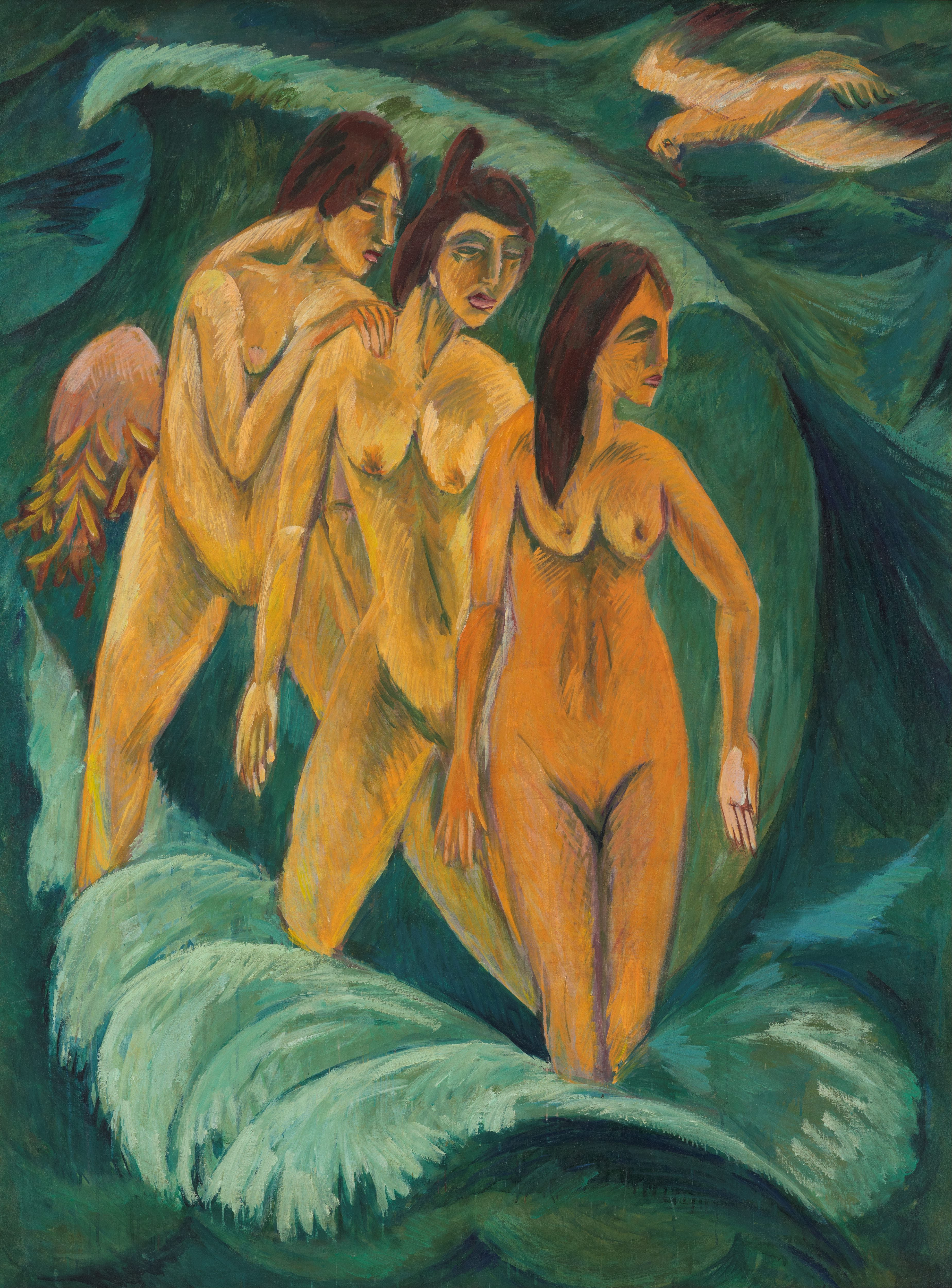
Drei Badende (Trois baigneuses), 1913, huile sur toile, galerie d'art de Nouvelle-Galles du Sud, Sydney.

Ernst Ludwig Kirchner est le fils d'Ernst Kirchner, ingénieur papetier, puis professeur à l'Institut d'enseignement technique de Chemnitz, et de Maria Elisa Movina Francke,.
Il étudie l'architecture à l'École supérieure technique de Dresde, où il rencontre, dans un premier temps, Fritz Bleyl, puis Erich Heckel et Karl Schmidt-Rottluff. À eux quatre, ils fondent en 1905 le groupe Die Brücke (Le Pont), dont le programme est rédigé en 1906, et des expositions de peintures et gravures ont lieu à partir de cette date. Ces artistes ne se réclament d'aucune influence, même si Kirchner découvre le concept de « dessin rapide » chez d'autres peintres contemporains, et se réfère au Moyen Âge allemand, aux dessins de Rembrandt, à l'art japonais.
Il s'intéresse à la gravure sur bois et son style évolue vers la simplification des traits, rendant visible le travail du bois sur la gravure finale. La réouverture du musée ethnographique de Dresde en 1912 offre une nouvelle source d'inspiration, basée sur l'art dit « primitif ».
En 1911, Ernst Kirchner s'installe à Berlin mais il ne s'y plaît guère dans un premier temps. Il y peint de nombreuses scènes de rue et de la vie nocturne, dans un style expressionniste. Il y rencontre Erna Schilling, une danseuse de cabaret, qui devient son modèle puis sa compagne, jusqu'à la mort du peintre. Il se délasse de la vie berlinoise en faisant de fréquents séjours à l'île de Fehmarn, découverte en 1908. Il y peint souvent des corps de baigneurs nus, insérés dans un ordre cosmique de vagues, de nuages et de végétation, s'opposant à l'univers de la grande ville.

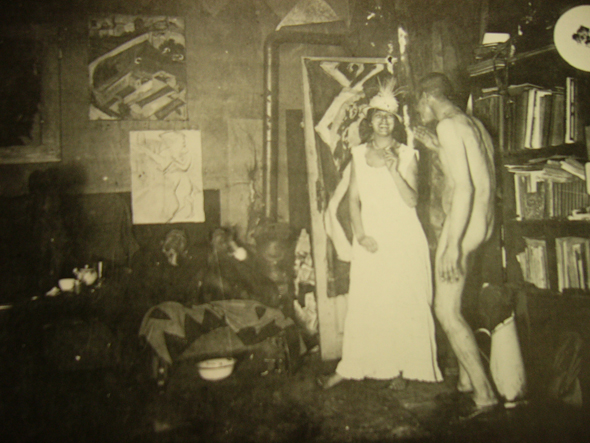
L'atelier de Kirchner à Berlin-Steglitz (1915).

Il s'engage en 1915 dans l'armée mais il est réformé deux mois plus tard en raison de problèmes de santé (maladie pulmonaire, état dépressif, aggravés par la consommation d'alcool et de stupéfiants). Il fait alors plusieurs séjours en sanatorium dont il décore certains murs (Königstein im Taunus dans la Hesse, décors détruits par les nazis puis reconstitués). En 1916, il est victime d'un accident de voiture. Il s'installe en 1917 à Davos et peint de nombreux paysages.
Le jeune Robert Wehrlin (1903-1964), venu rendre visite à sa mère à Davos, abandonne ses études de droit pour s'orienter vers la peinture après avoir fréquenté régulièrement Ernst Kirchner.
Kirchner écrit également un certain nombre d'articles sous le pseudonyme de Louis de Marsalle.
En 1937, les nazis déclarent son « art dégénéré » et beaucoup de ses toiles sont détruites.
Terrassé par la douleur physique et mentale, Ernst Kirchner se suicide en 1938.

## Œuvres (sélection)

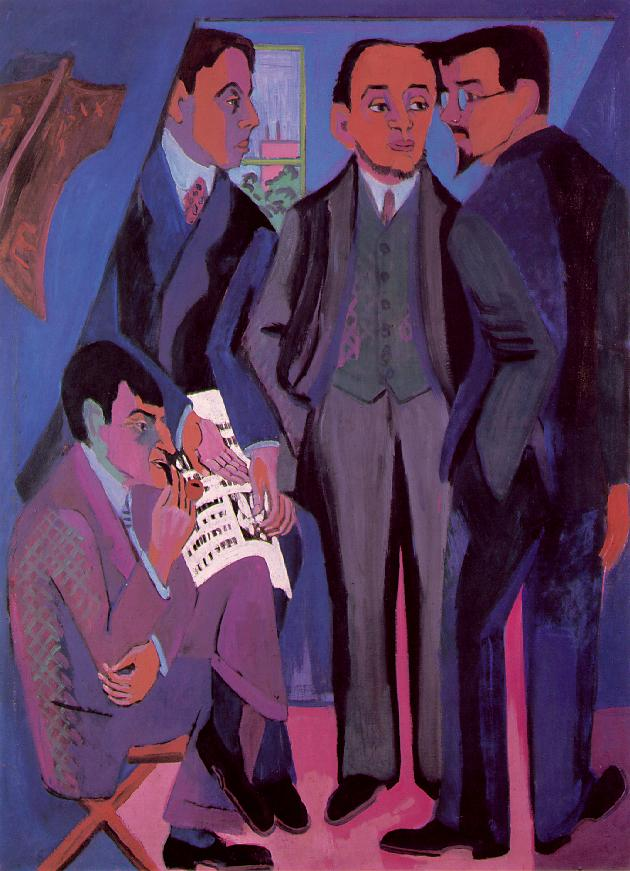
Eine Künstlergemeinschaft (Un groupe d'artistes), 1927, huile sur toile, musée Ludwig, Cologne.

- Jeune Fille sous une ombrelle japonaise, 1906 ou 1909[4]
- Danseuses, 1906, Musée Guggenheim, New York
- Autoportrait au modèle, 1907 (150 × 100 cm), Hamburger Kunsthalle
- Marzella, 1909-1910, Moderna Museet, Stockholm
- Fränzi, devant la chaise en bois, 1910
- Nus jouant sous un arbre, 1910 (77 × 89 cm)
- Cinq baigneuses au lac 1911
- Cycliste, 1911
- Femme au chapeau, 1911, Museum Ludwig, Cologne
- Tanzende (Femme dansante), 1911, bois polychrome, Stedelijk museum, Amsterdam[5]
- Nu allongé au chat, 1912, bois gravé (6,3 × 9,3 cm[6])
- Scène de rue à Berlin, 1913
- Trois Baigneuses, 1913
- Cinq femmes dans la rue, 1913
- Potsdamer Platz, 1914, Neue Nationalgalerie Berlin
- La Tour rouge à Halle, 1915, musée Folkwang, Essen
- Henry Van de Velde, 1917, gravure sur bois (50 × 40 cm)
- Eberhard Grisebach, 1917
- Paysage de lune d'hiver, 1919
- Autoportrait en malade, 1917-1920, huile sur toile (57 × 66 cm), Staatsgalerie für moderne Kunst, Munich
- La Toilette. Femme devant le miroir, 1920, musée national d'art moderne Georges-Pompidou, Paris
- Vaches dans la forêt, 1920
- Homme, 1923, sculpture en bois
- Printemps noir, 1923
- Une communauté d'artistes, 1925
- Deux femmes dans un café, 1928
- Autoportrait en soldat, 1915

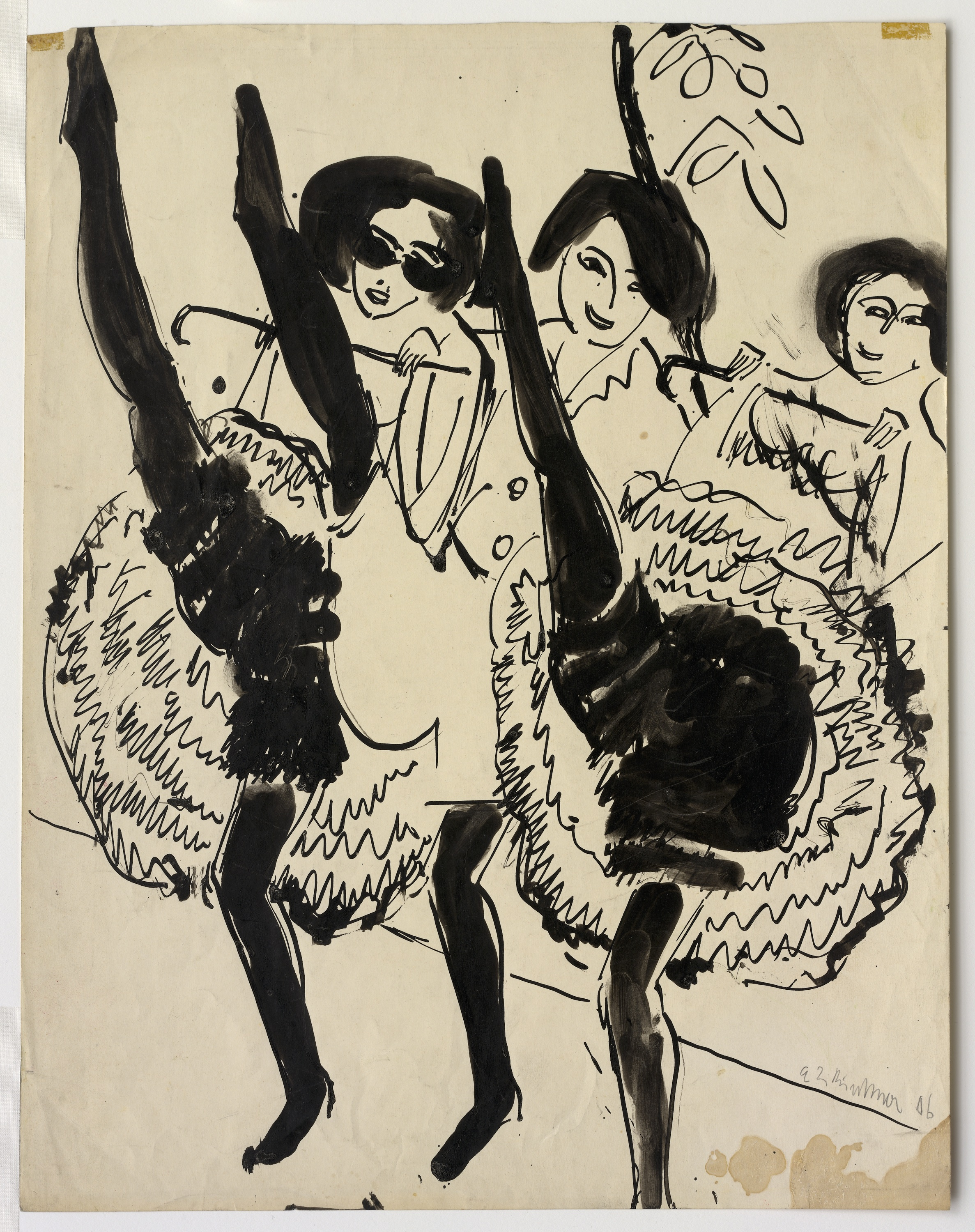
Dancers, 1906, encre sur papier (44,8 × 34,9 cm), musée Solomon R. Guggenheim, New York.
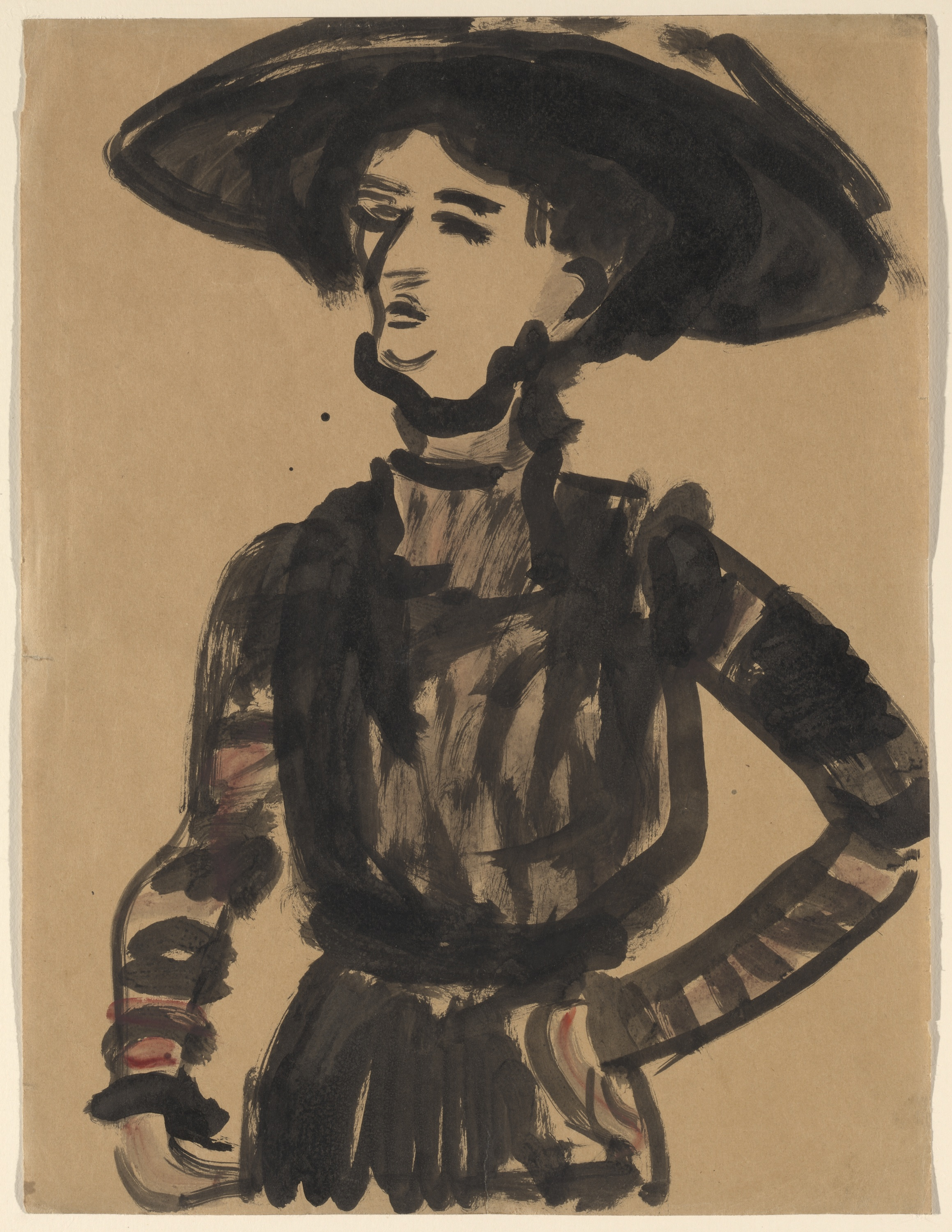
Frau mit schwarzem Hut, 1908, encre de Chine et aquarelle sur papier (44,9 × 34 cm), musée Solomon R. Guggenheim, New York.
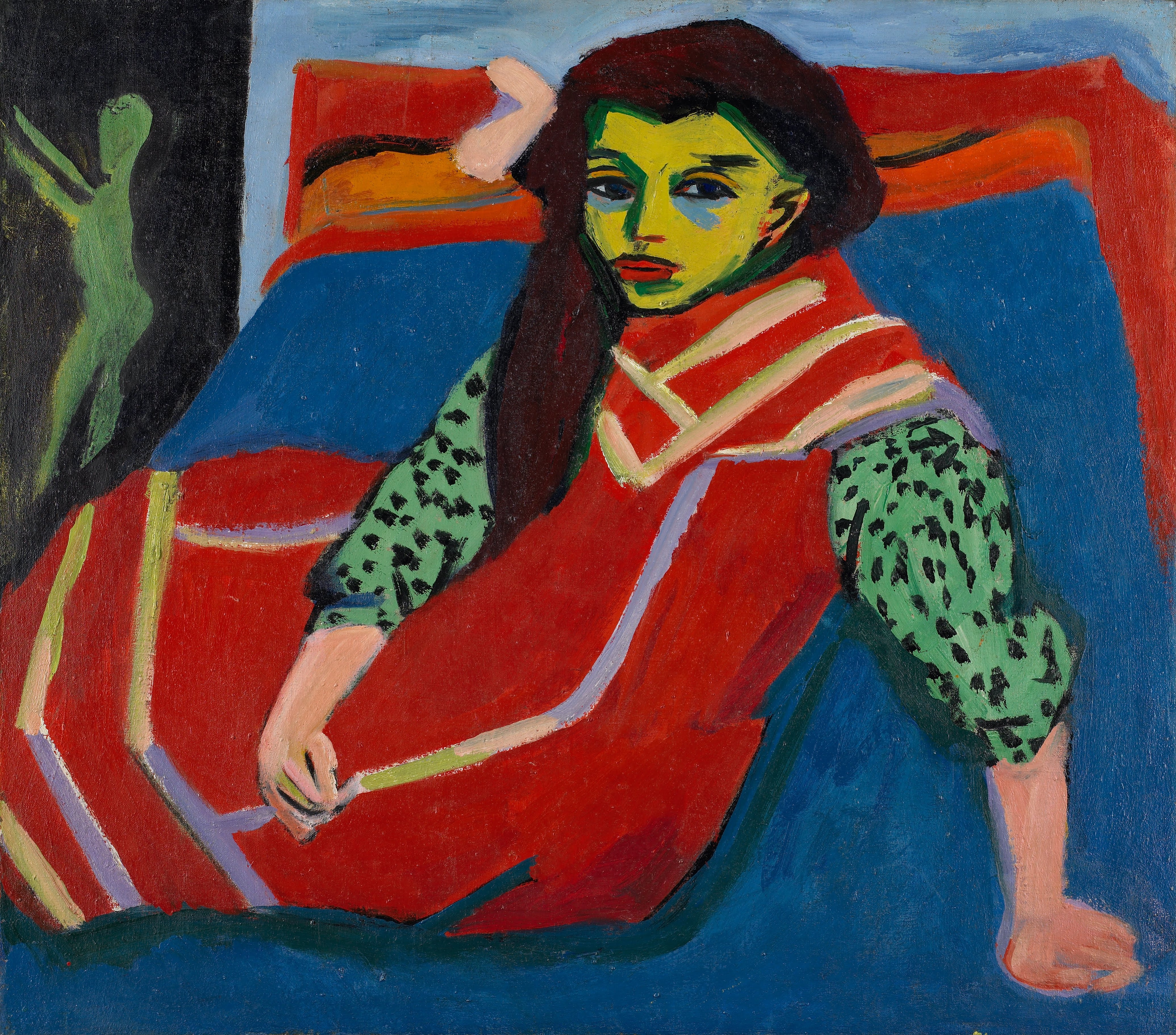
Sitzendes Mädchen, 1910, huile sur toile (79,3 × 89,5 cm), Minneapolis Institute of Arts, Minneapolis.
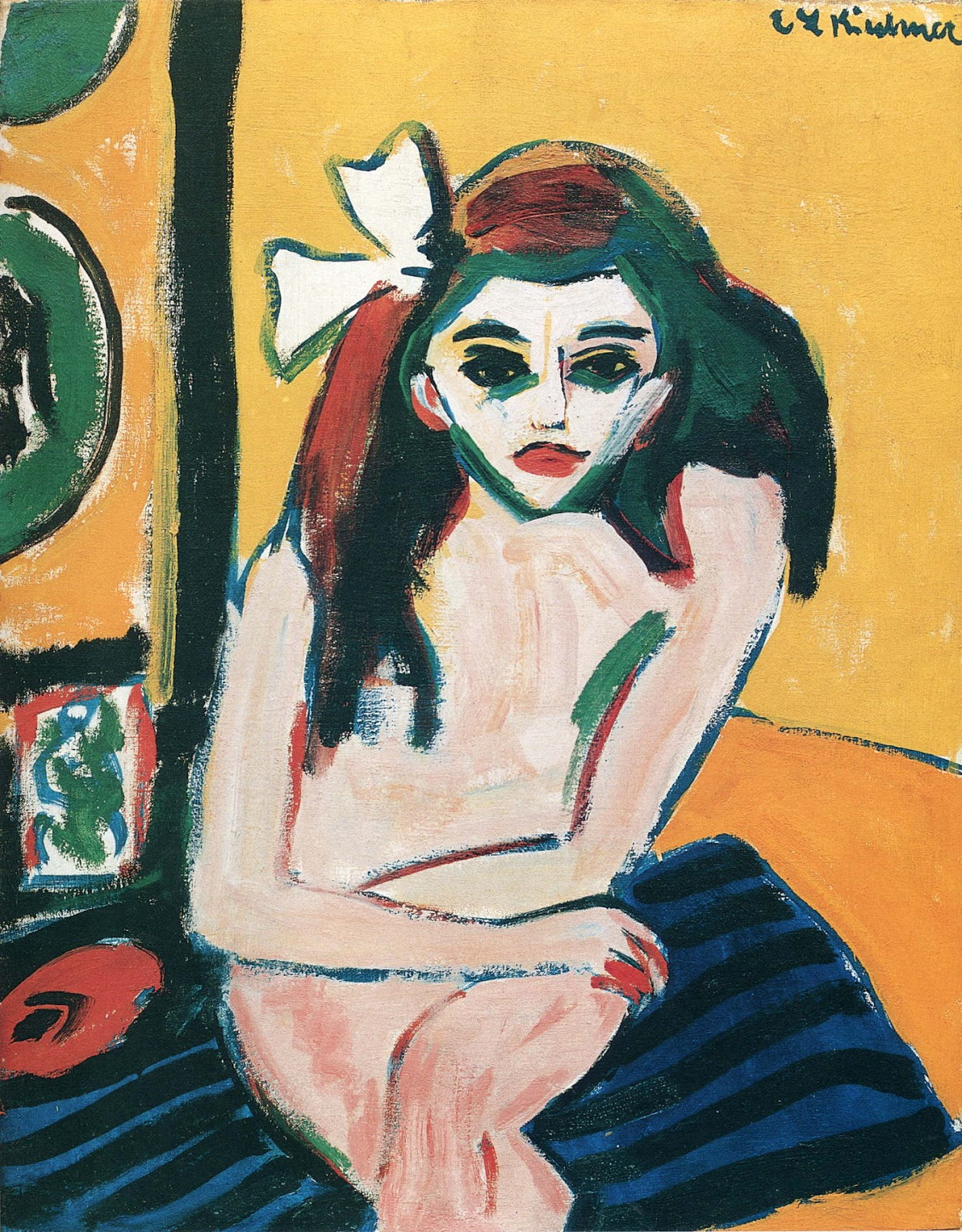
Marzella, 1909-1910, huile sur toile (76 × 60 cm), Moderna Museet, Stockholm.
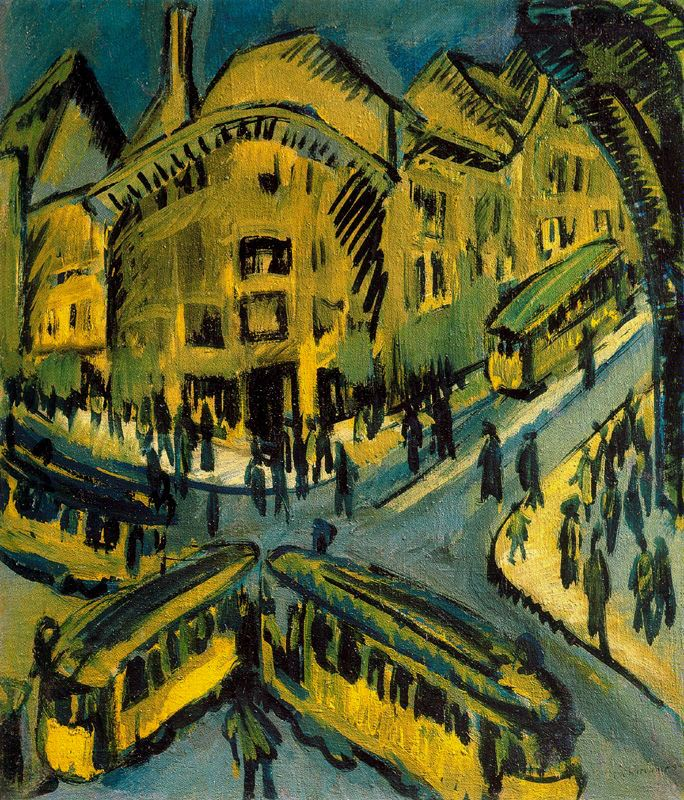
Nollendorfplatz, 1912, huile sur toile (69 × 60 cm), Stiftung Stadtmuseum Berlin, Berlin.
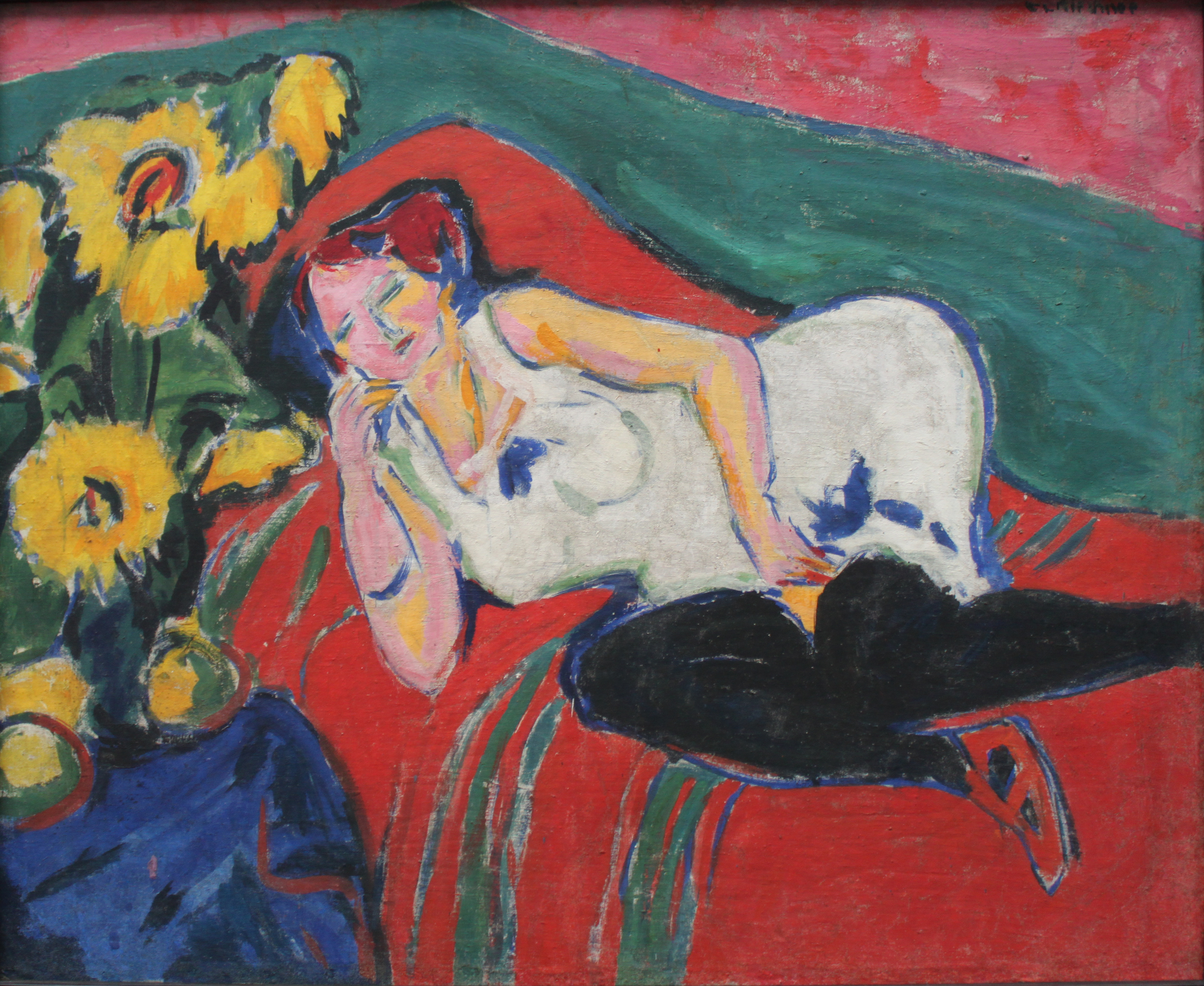
Femme reposante en chemise blanche, 1909, musée Städel, Francfort-sur-le-Main.
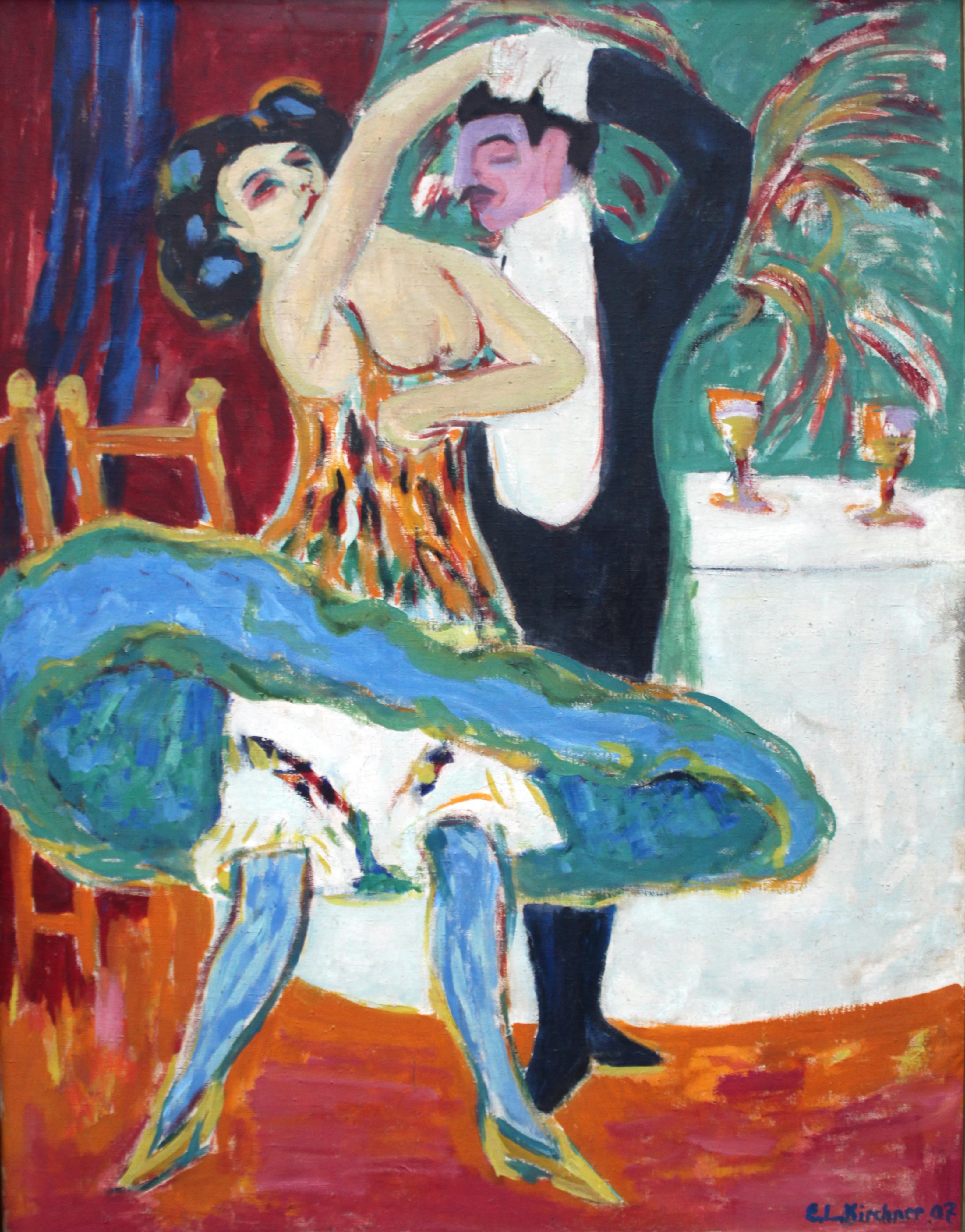
Variété, 1909, musée Städel, Francfort-sur-le-Main.
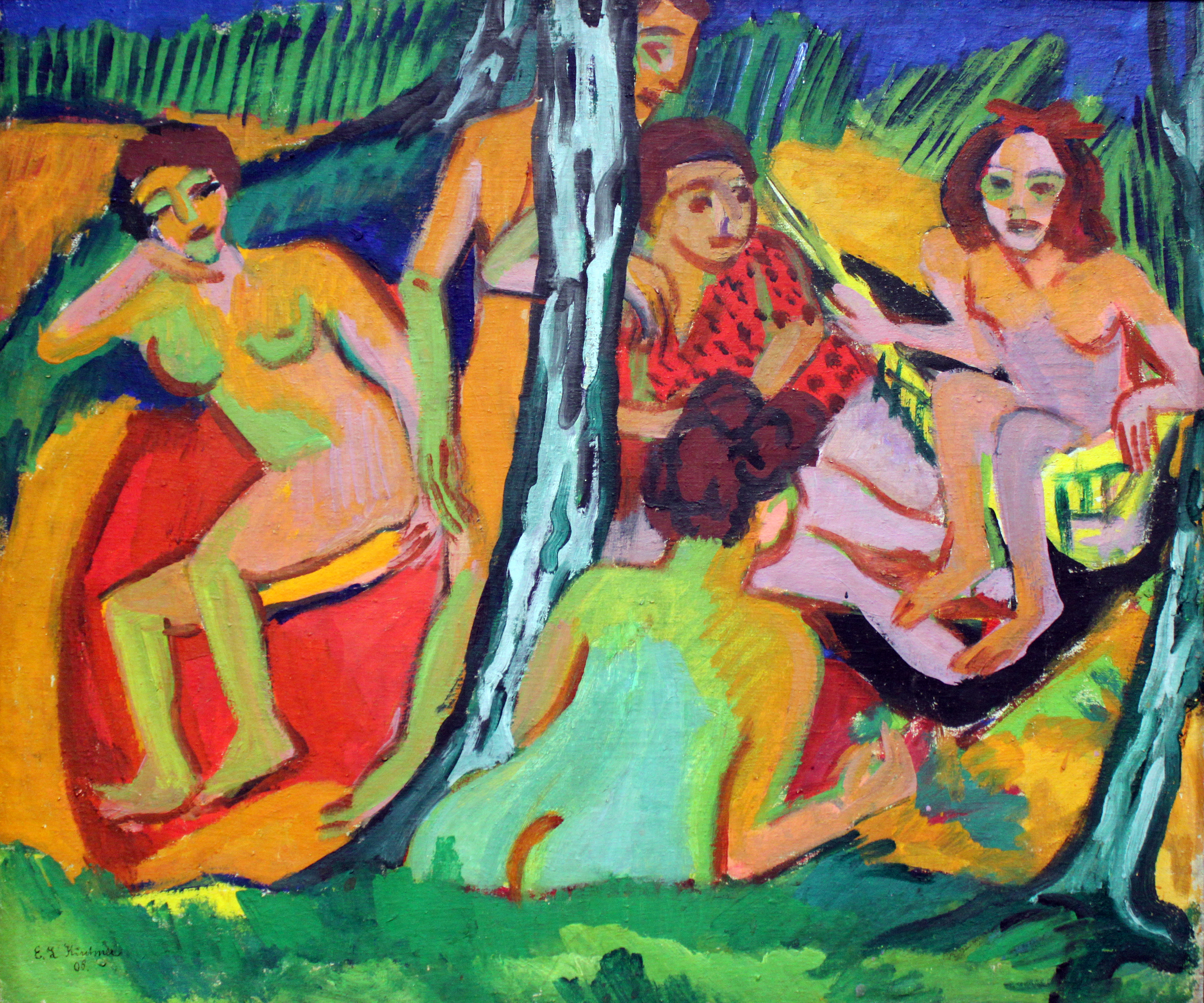
Baigneuses, 1910, musée Städel, Francfort-sur-le-Main.
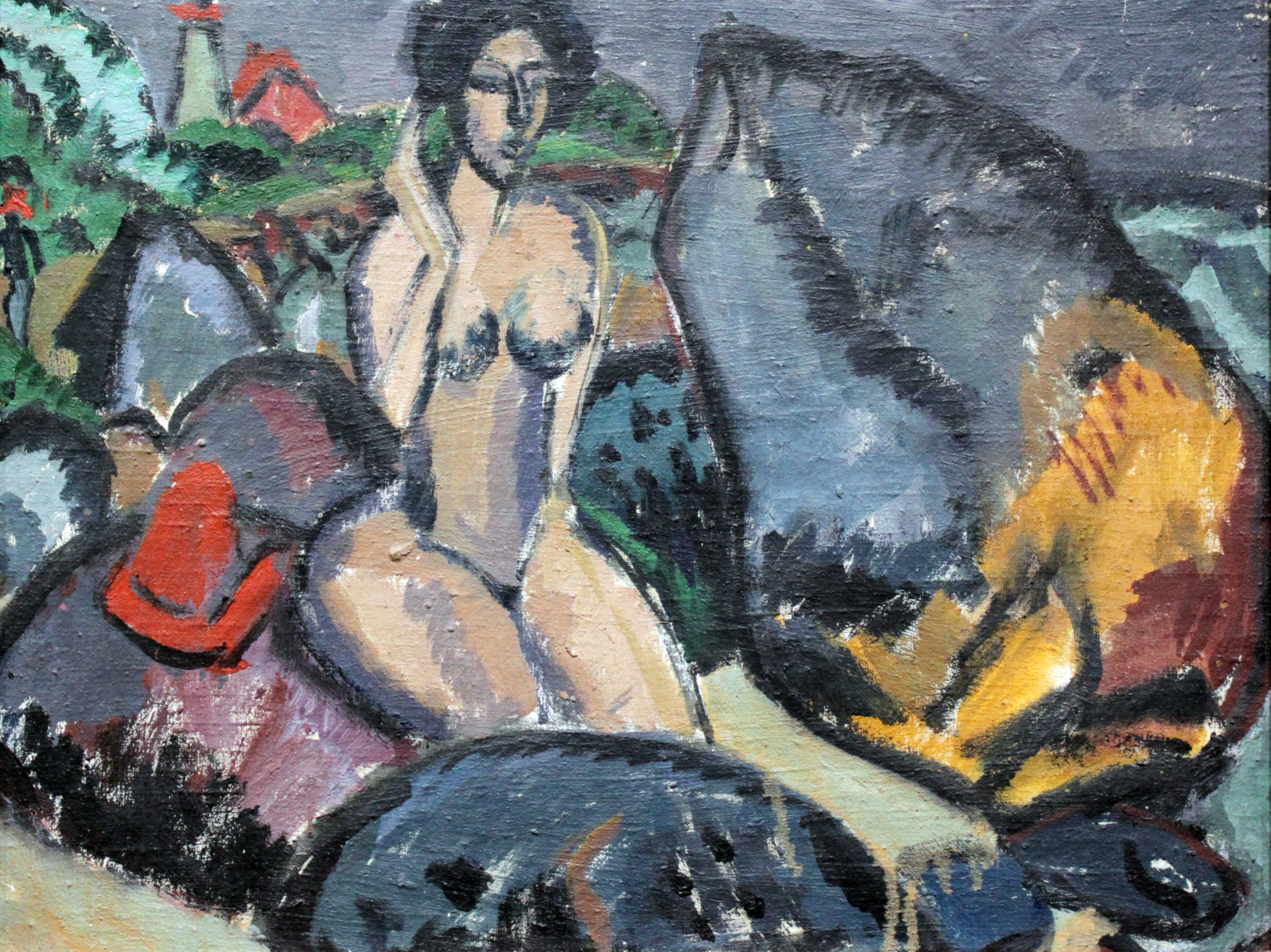
Baigneuses entre pierres, 1912, musée Städel, Francfort-sur-le-Main.
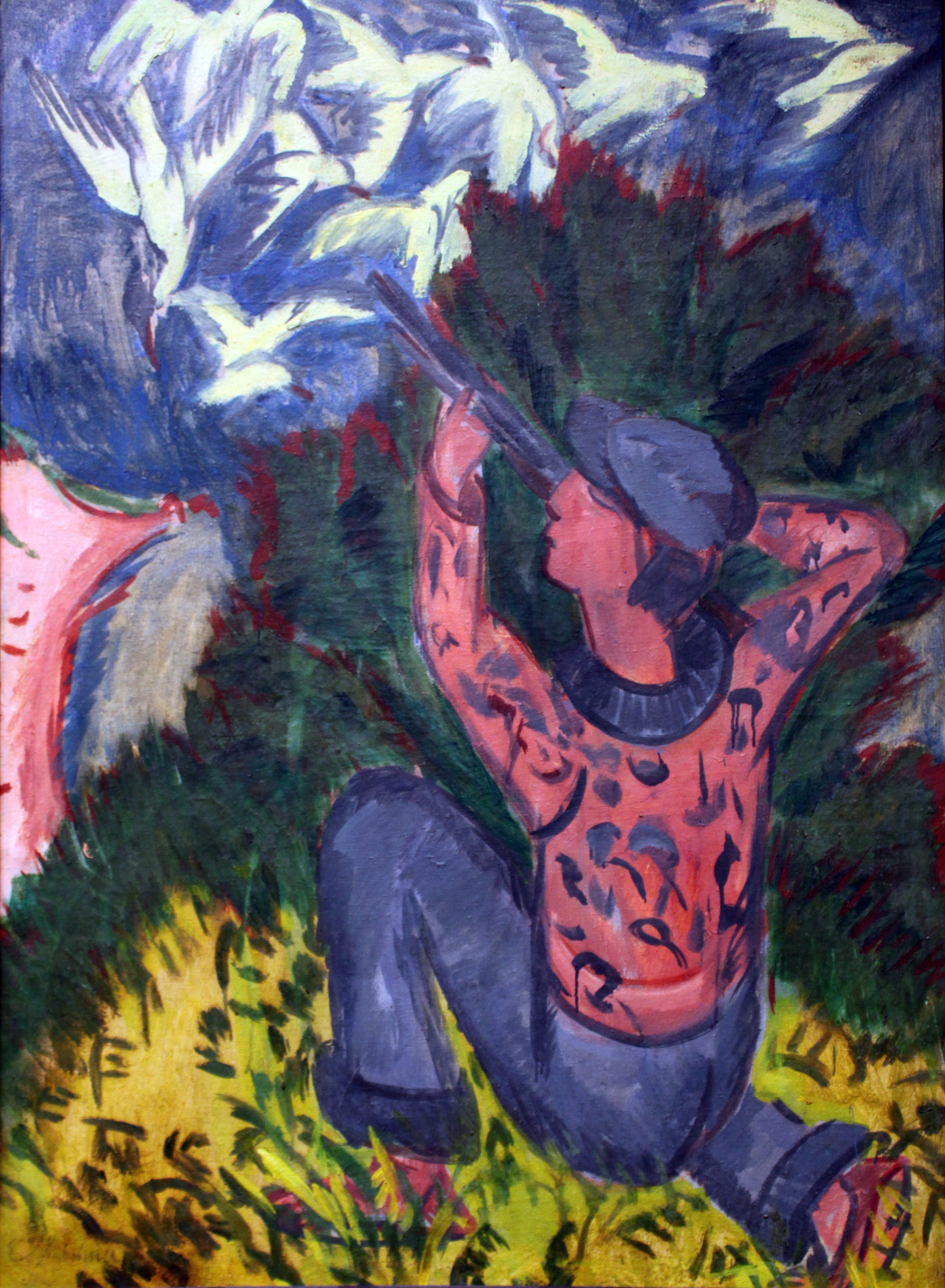
Chasseur de mouettes dans les bois, 1912, musée Städel, Francfort-sur-le-Main.
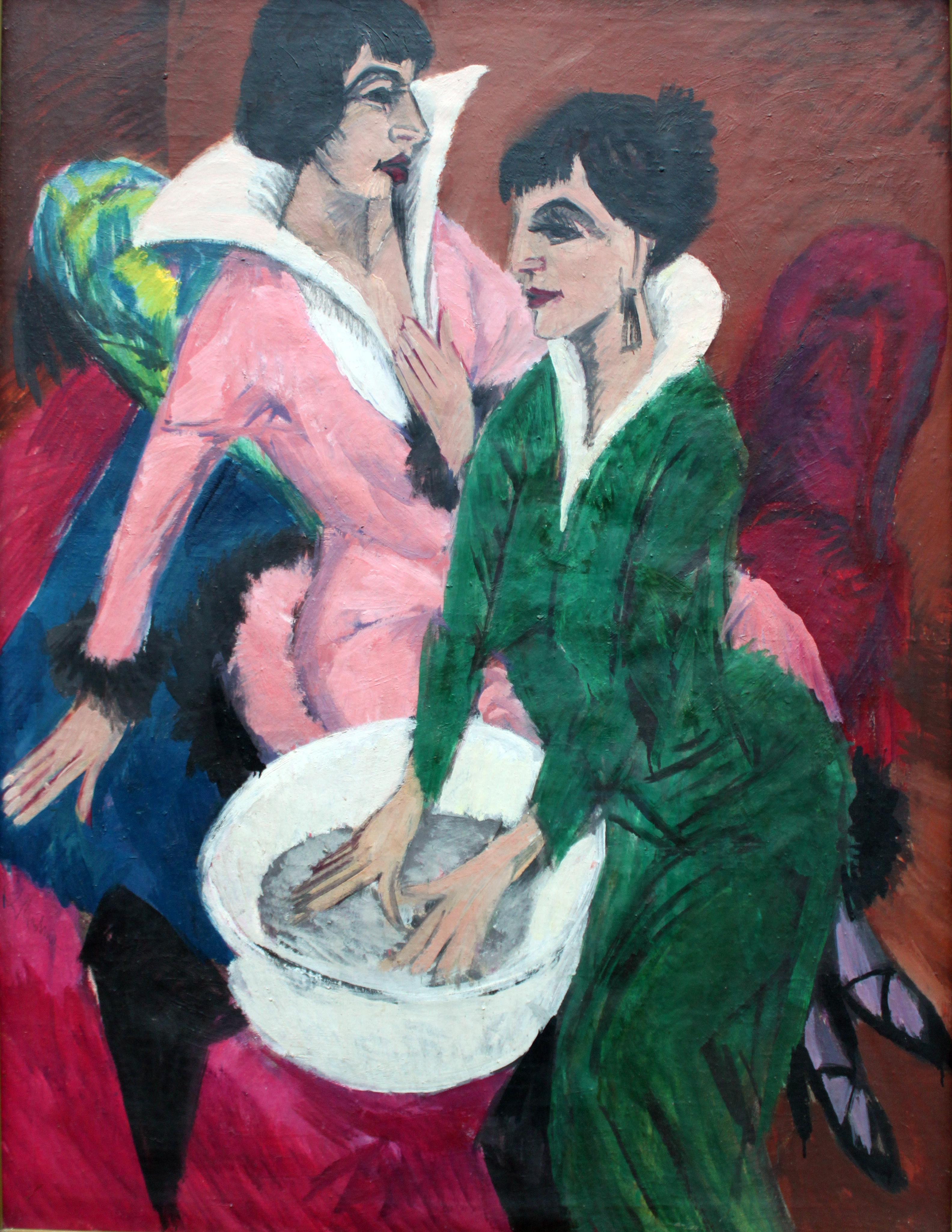
Deux femmes avec bassin, 1913, musée Städel, Francfort-sur-le-Main.
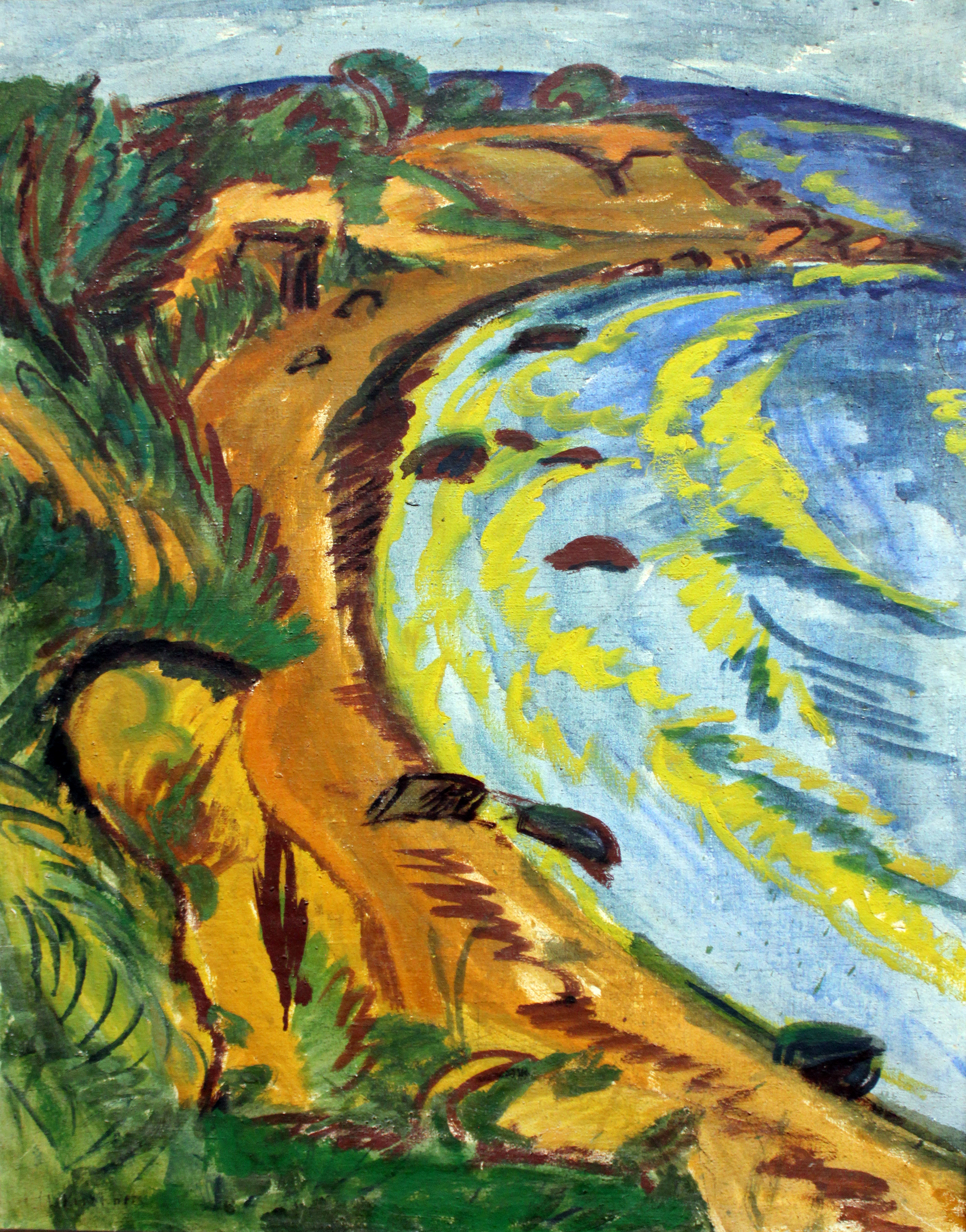
Baie dans la côte de Fehmarn, 1913, musée Städel, Francfort-sur-le-Main.
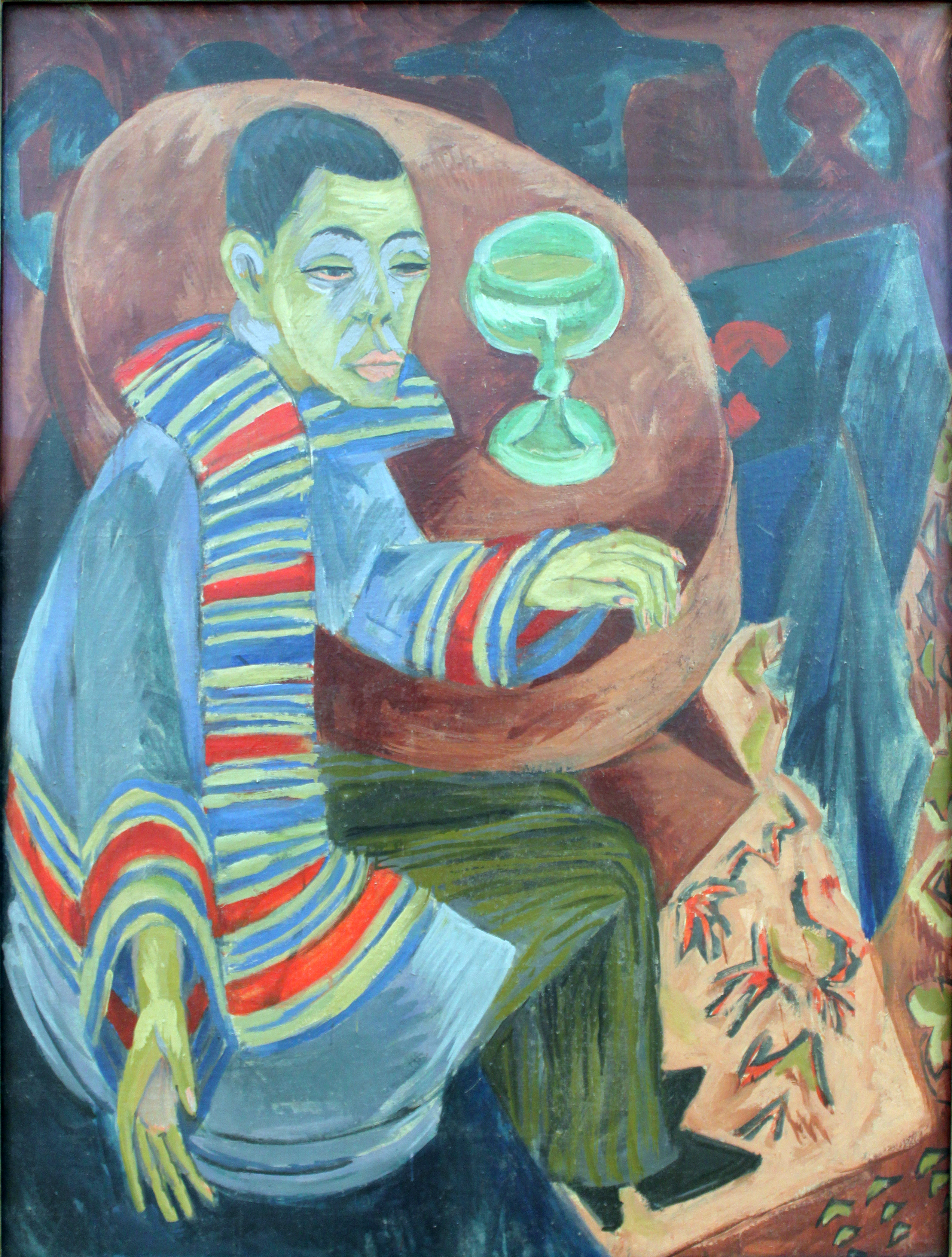
Autoportrait comme un buveur, 1914, Germanisches Nationalmuseum.
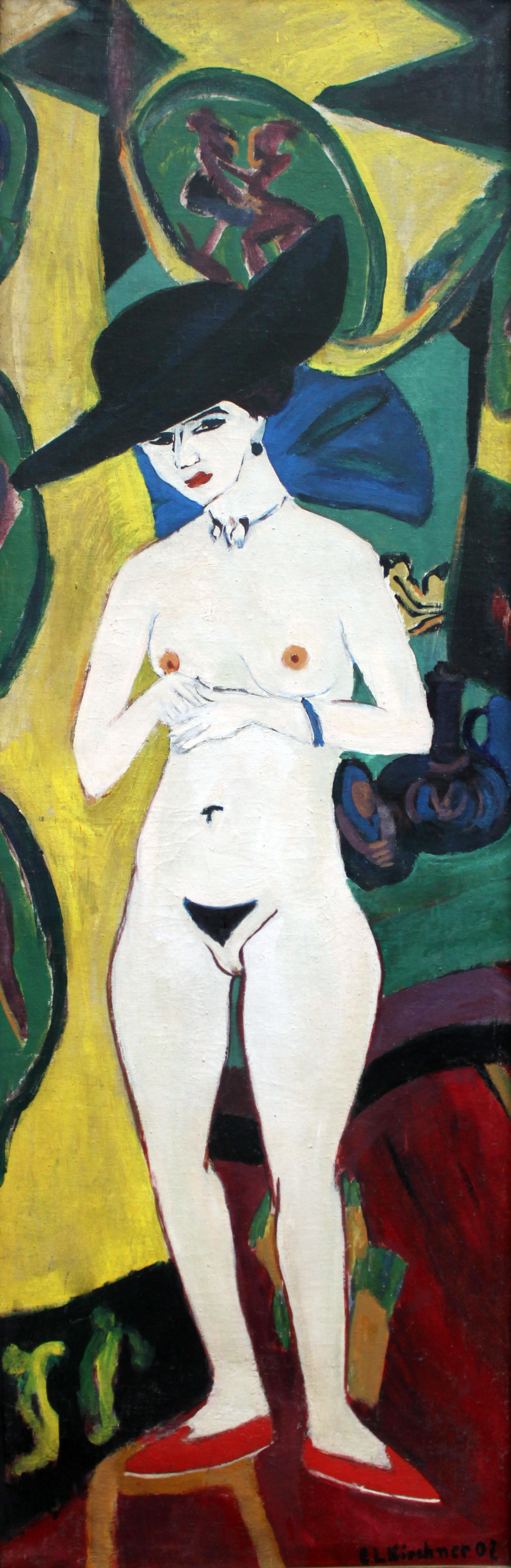
Nu debout au chapeau, 1915, musée Städel, Francfort-sur-le-Main.
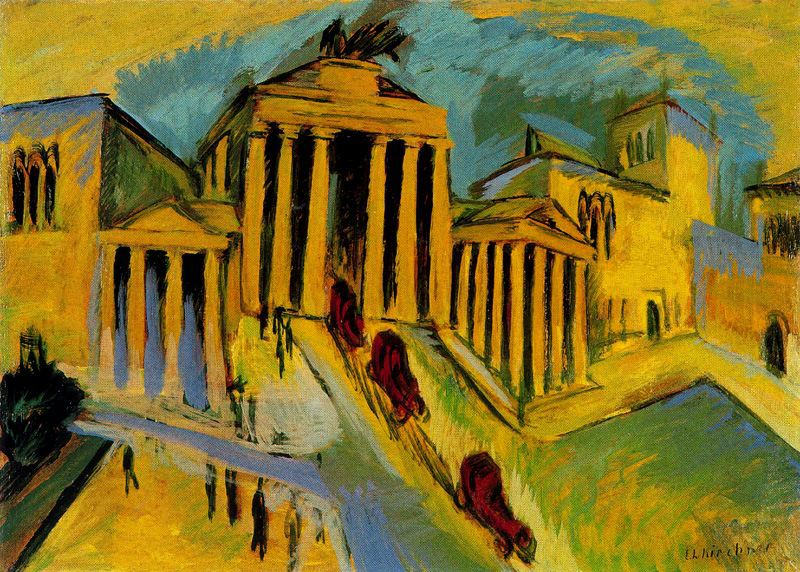
Der Belle-Alliance-Platz in Berlin (Porte de Brandebourg, Berlin), 1915, huile sur toile (200 × 150 cm), Neue Nationalgalerie, Berlin.
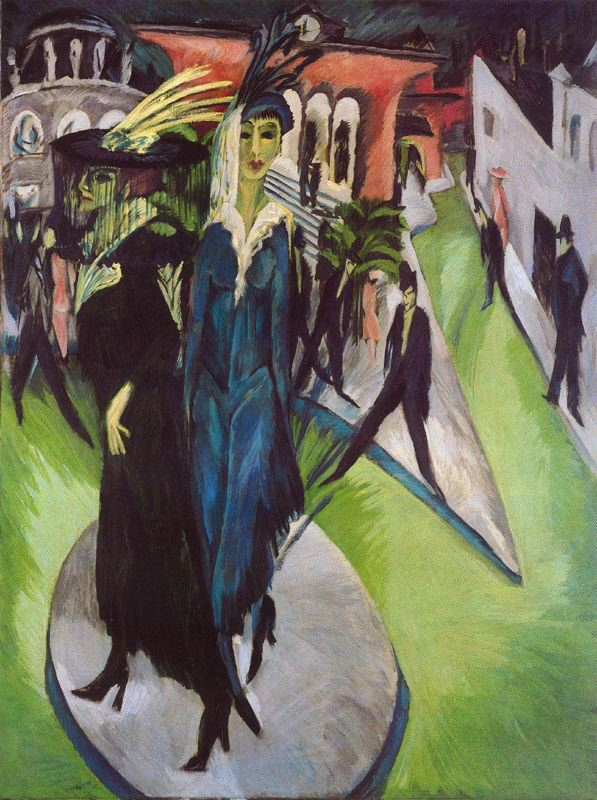
Potsdamer Platz, 1914, huile sur toile (200 × 150 cm), Neue Nationalgalerie, Berlin.
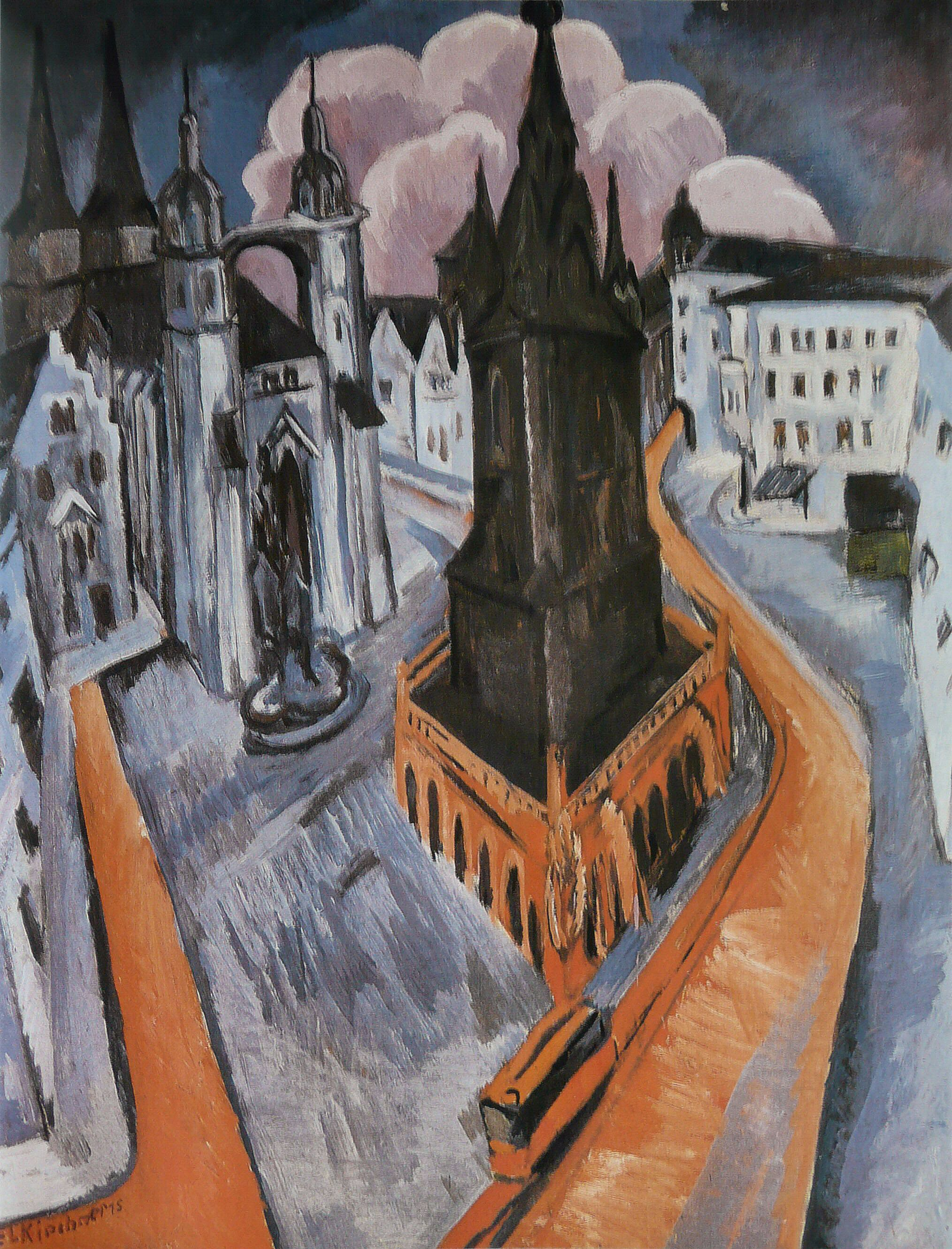
Der rote Turm in Halle (La Tour rouge à Halle), 1915, huile sur toile (120 × 91 cm), musée Folkwang, Essen.
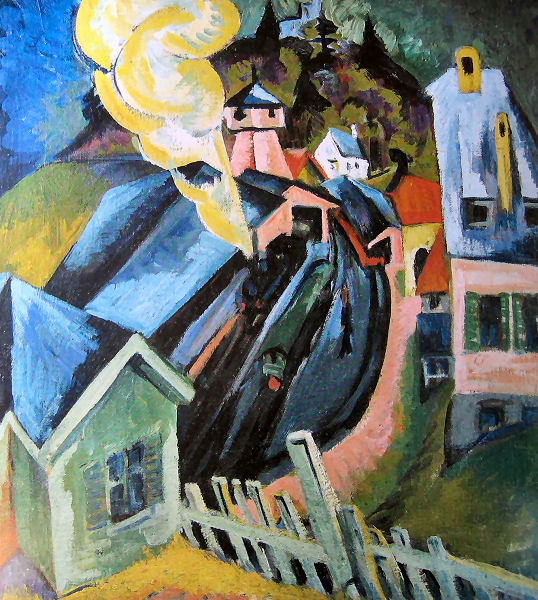
Bahnhof Königstein (Station ferroviaire de Königstein), 1916, huile sur toile (90 × 80 cm), collection particulière.
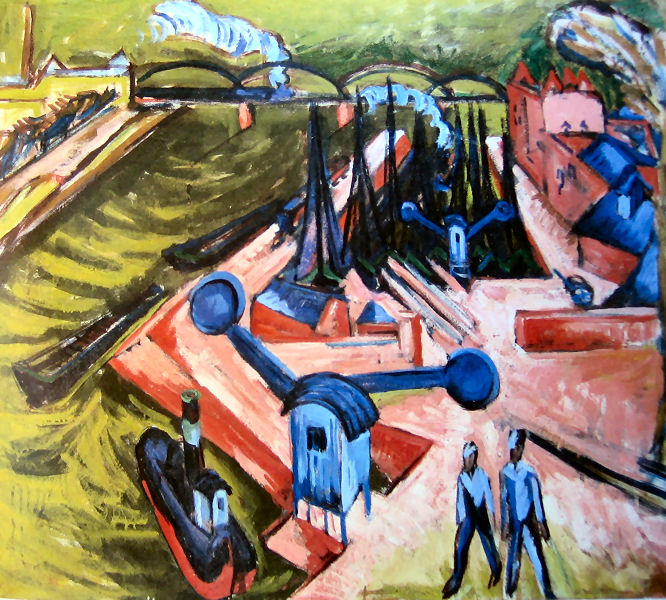
Frankfurter Westhafen, 1916, huile sur toile (84 × 95 cm), musée Folkwang, Essen.
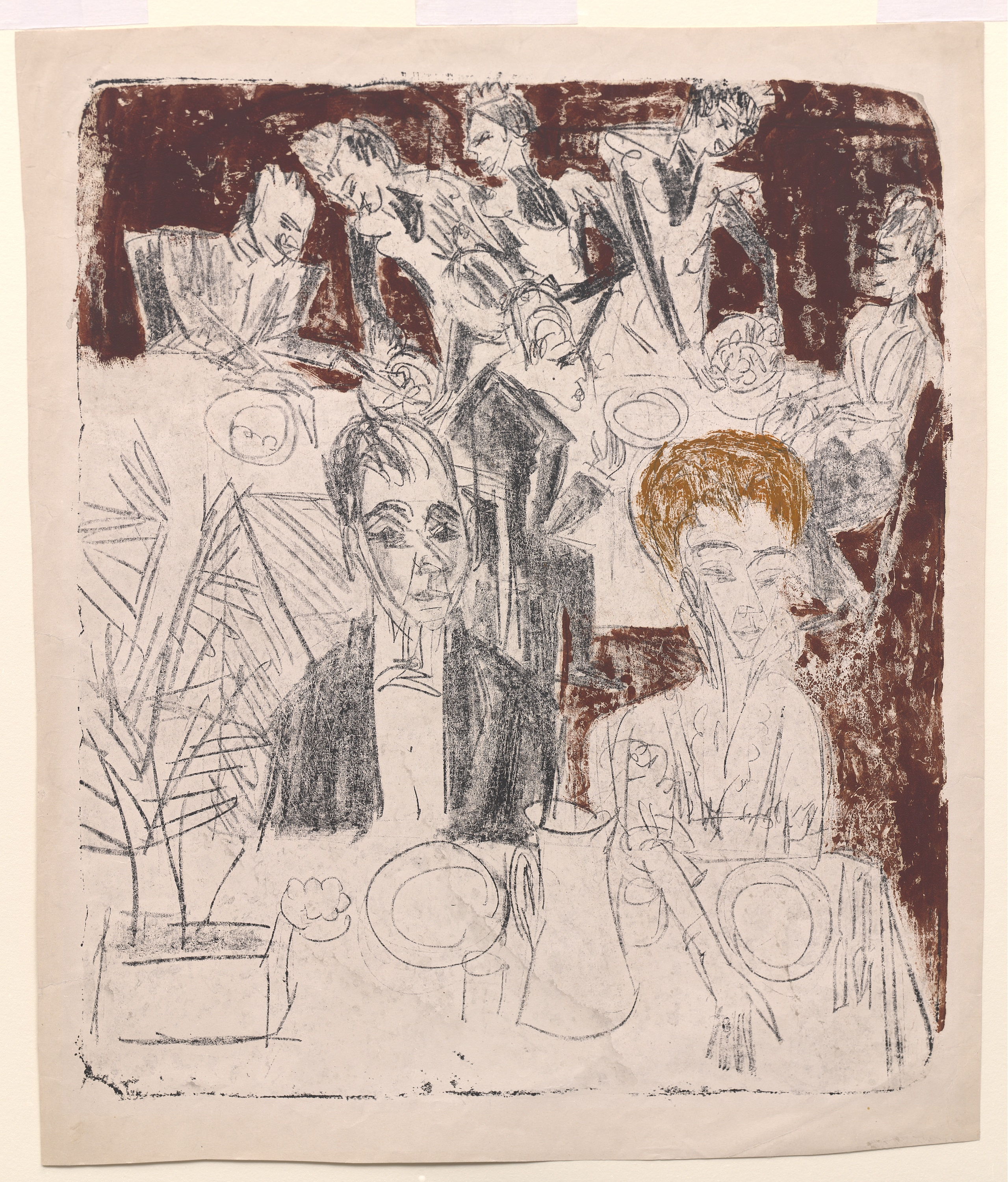
Dinertafel, 1916, lithographie (66,04 × 32,38 cm), musée Solomon R. Guggenheim, New York.
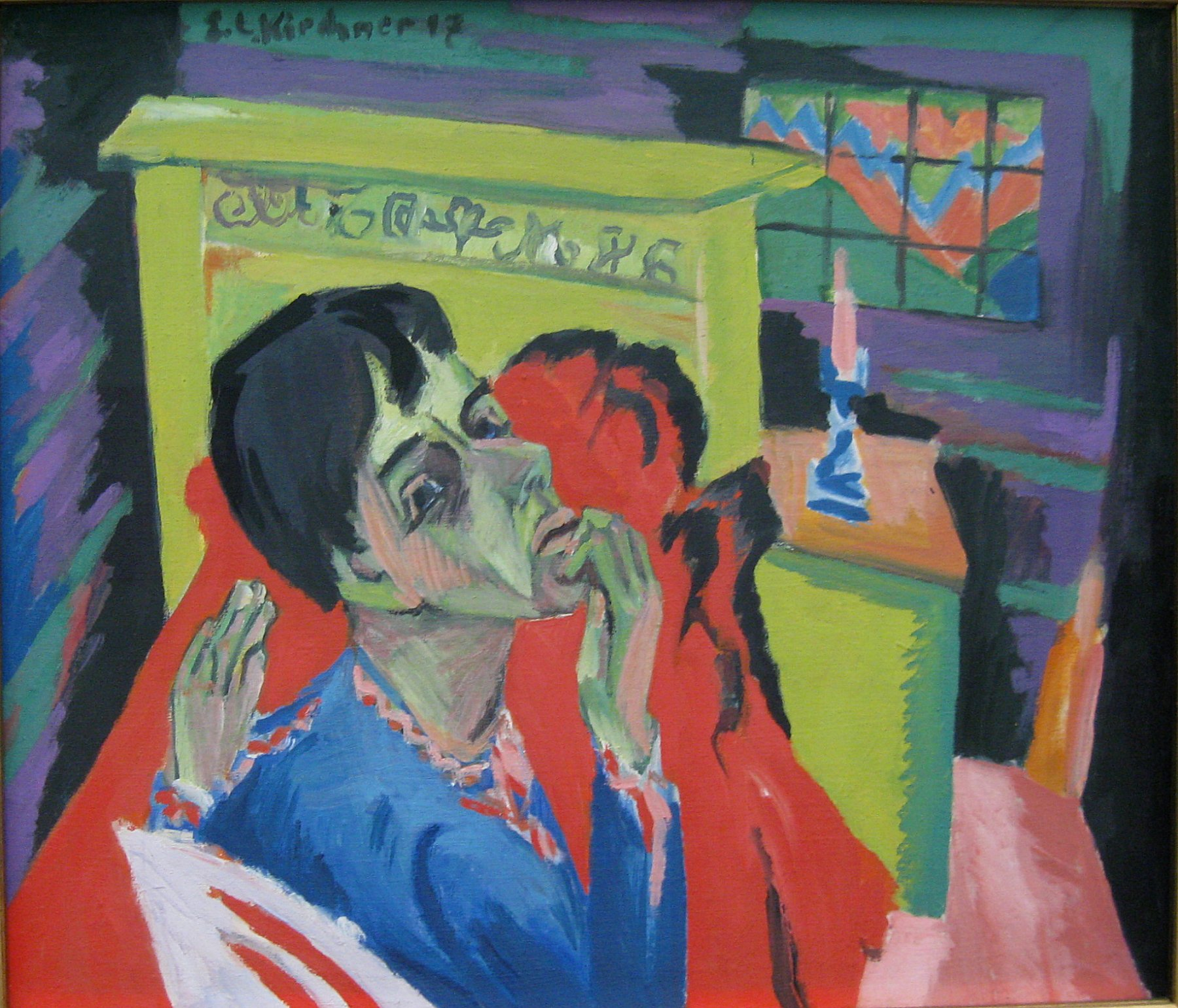
Selbstbildnis als Kranker (Autoportrait en malade), 1917-1920, huile sur toile (57 × 66 cm), Pinakothek der Moderne, Munich.
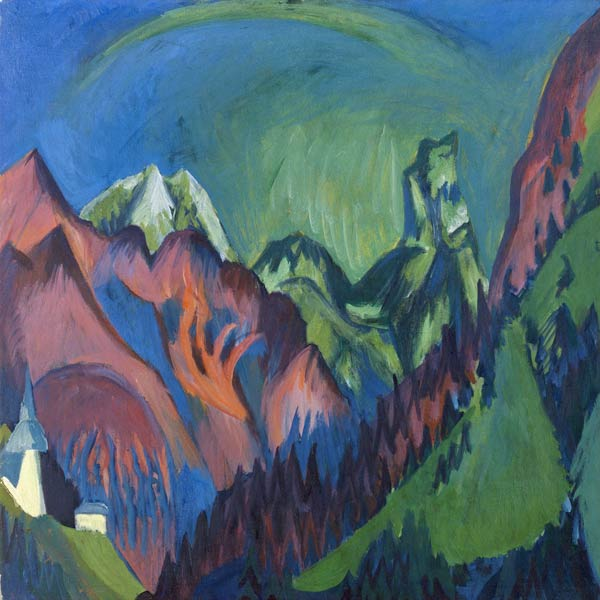
Tinzenhorn, Zügenschlucht près de Monstein, 1919-1920, huile sur toile (119 × 119 cm), Kirchner Museum Davos, Davos.
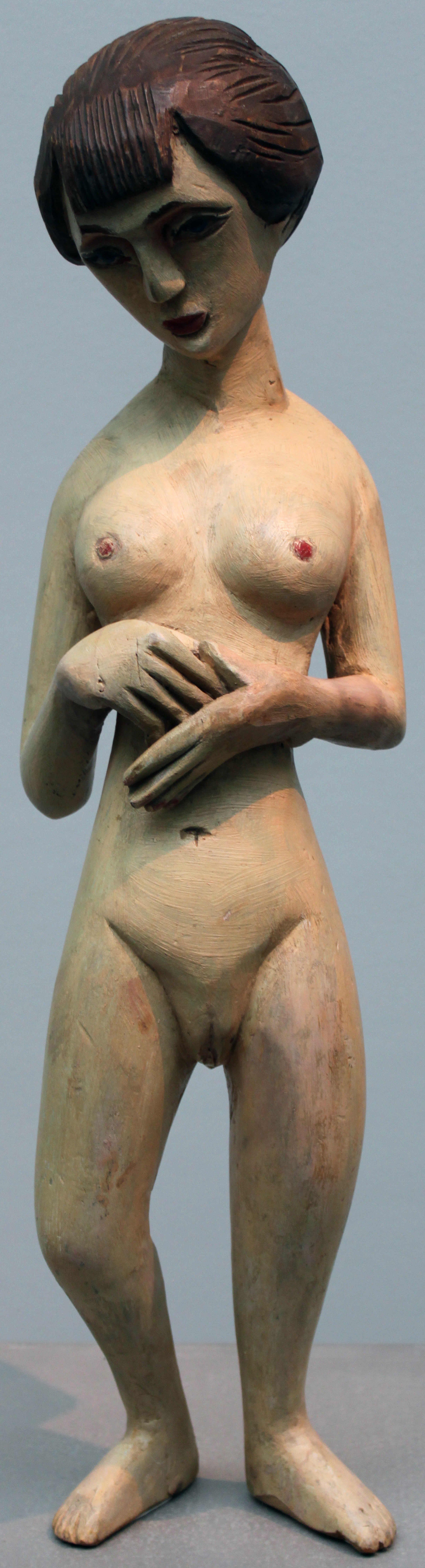
Triste jeune fille nue, 1921, musée Städel, Francfort-sur-le-Main.
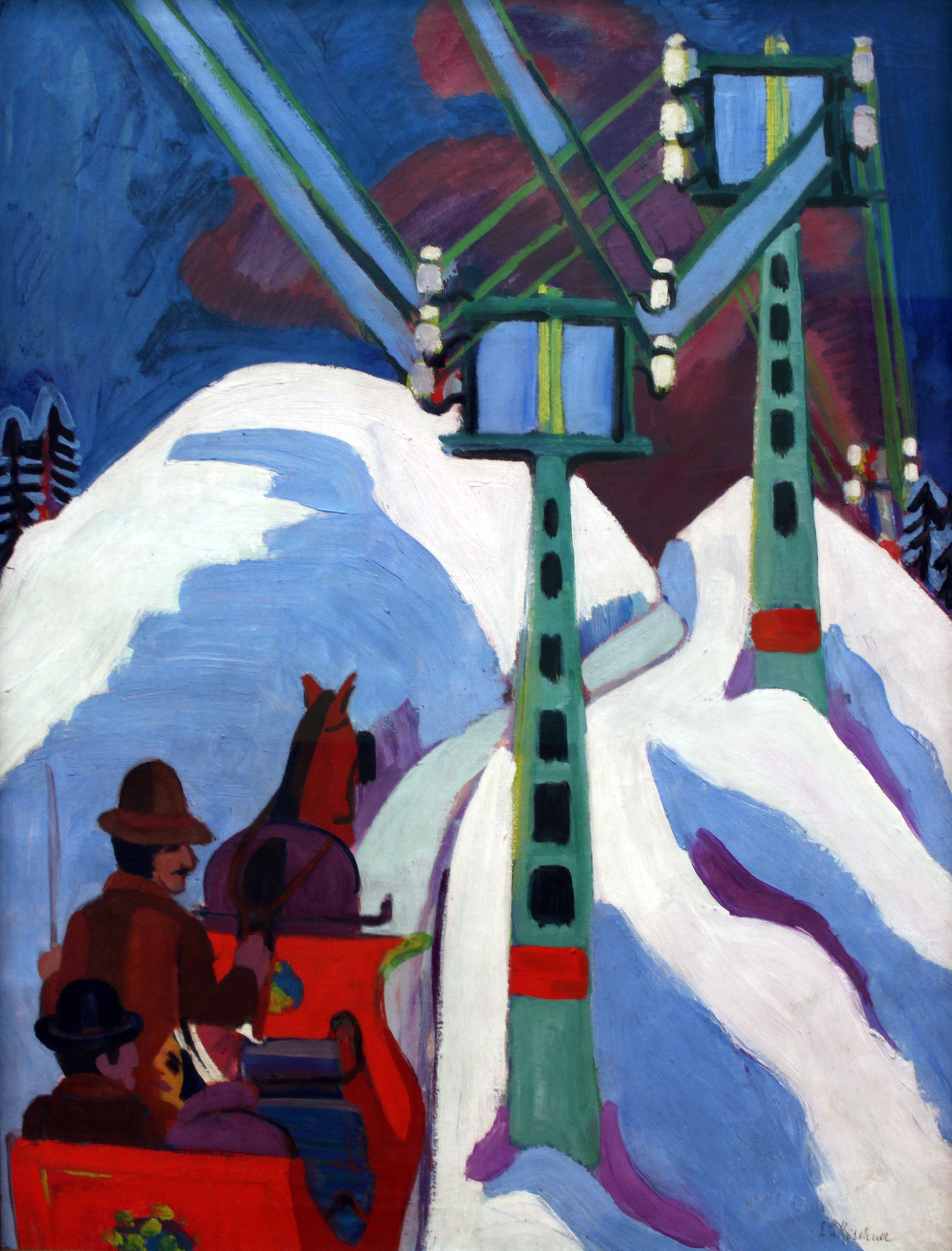
Tour sur le traîneau, 1923, Germanisches Nationalmuseum.
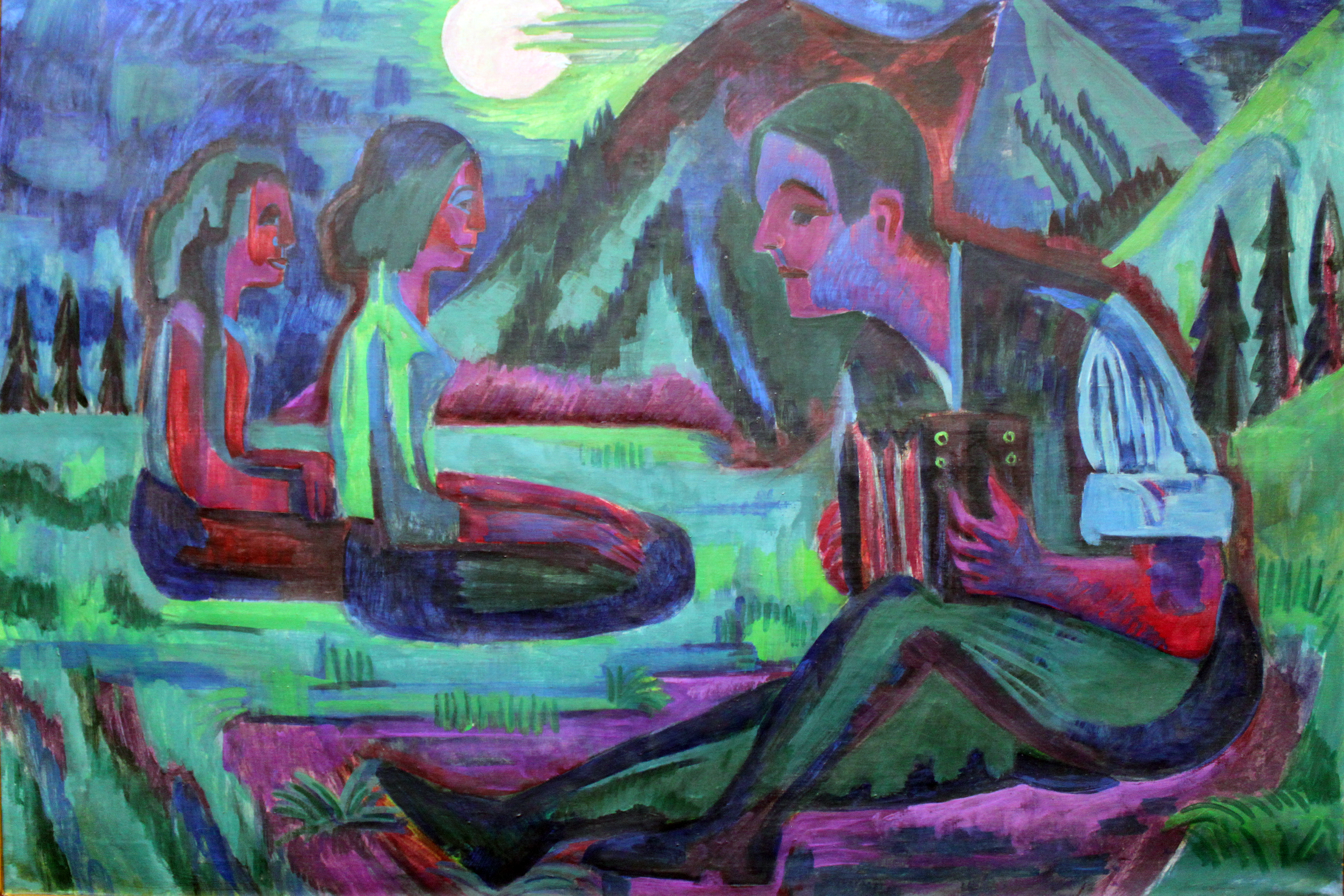
Musicien sur une nuit de pleine lune, 1924, musée Städel, Francfort-sur-le-Main.
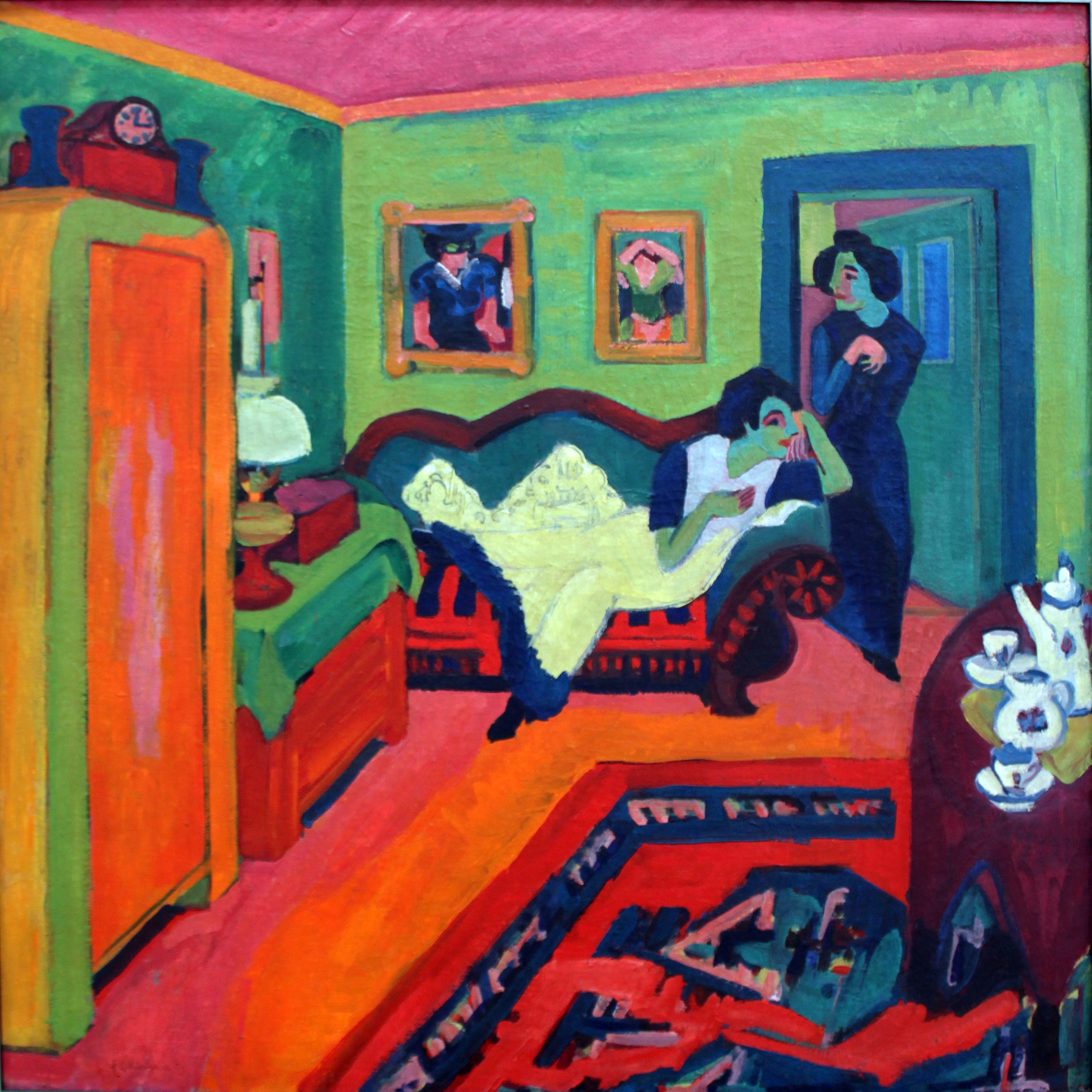
Intérieur avec deux filles, 1926, Germanisches Nationalmuseum.
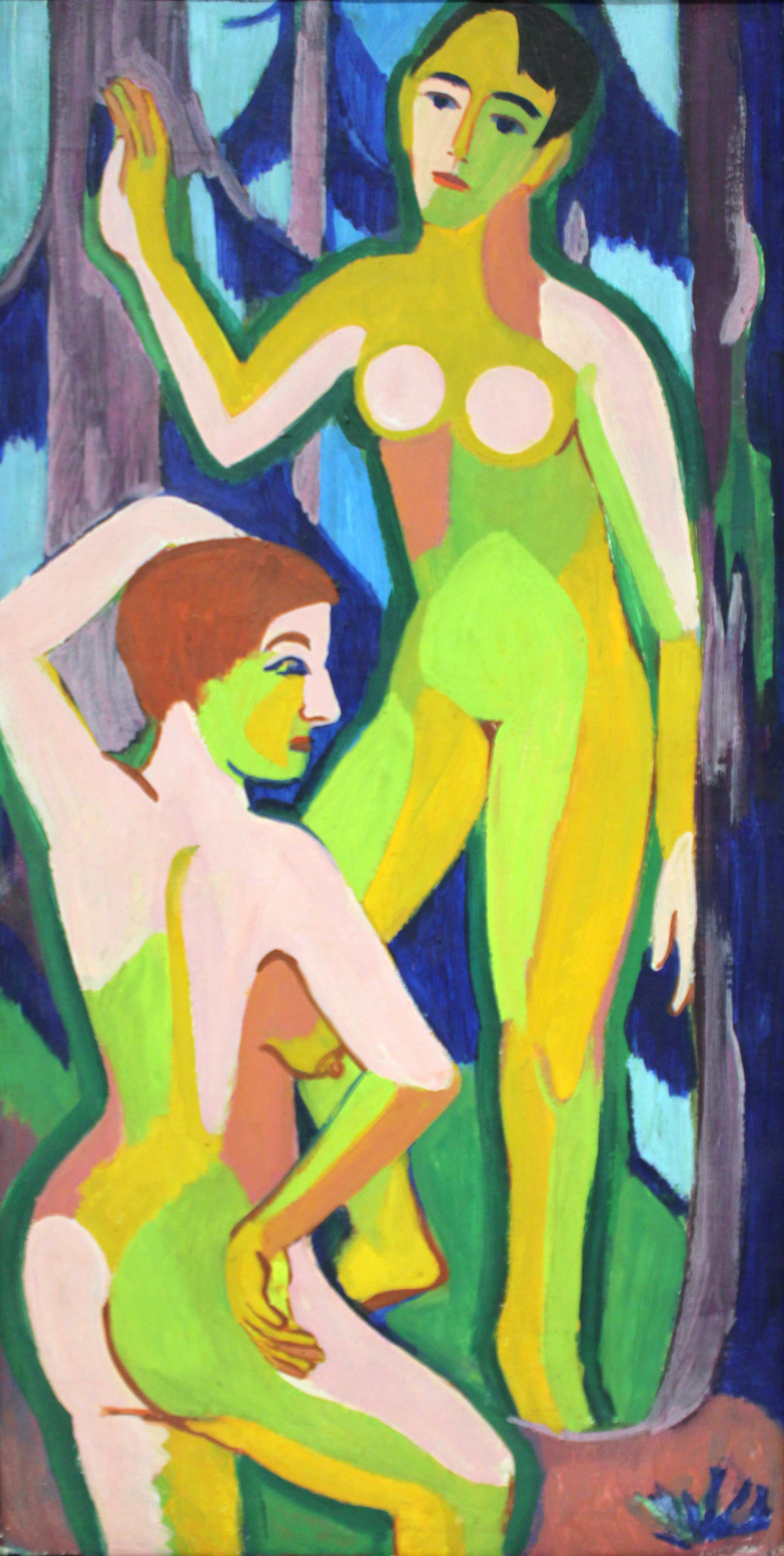
Deux nus dans la forêt II, 1926, musée Städel, Francfort-sur-le-Main.

## Polémiques autour de la restitution du tableauScène de rue à Berlin

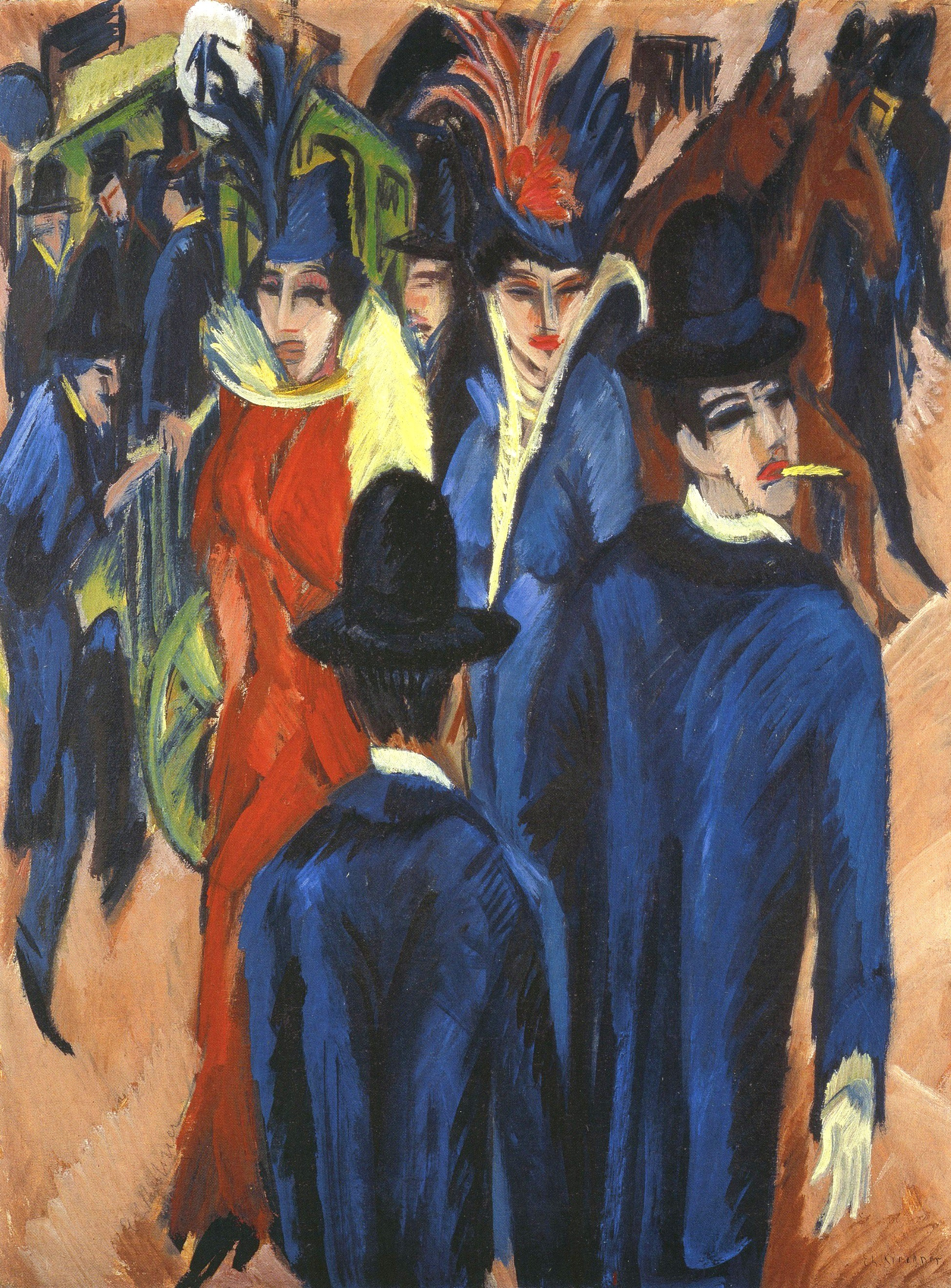
Berliner Straßenszene (Scène de rue à Berlin), 1913, huile sur toile, Neue Galerie, New York.

La peinture Scène de rue à Berlin de 1913 est une des œuvres les plus importantes de l'expressionnisme allemand. En août 2006, le sénateur de la Culture de Berlin (PDS), Thomas Flierl, a déclaré que le Land de Berlin avait spolié un collectionneur juif, Alfred Hess, vivant sur le territoire américain. En 1980, le Land a racheté ce tableau pour l'équivalent de 800 000 euros et l'a exposé au Berliner Brücke-Museum. Des débats houleux avaient alors eu lieu, car il avait clairement été établi que le tableau avait été vendu par la veuve du collectionneur, alors exilée en Suisse. Le président des amis du musée, Lutz von Pfufendorf, a rapporté que l'usine de chaussures du collectionneur avait fait faillite sous les nazis. Dans le besoin, la famille Hess avait dû ensuite vendre plusieurs tableaux de sa collection. La vente de la Scène de rue en 1936 profita à l'industriel allemand Carl Hagemann, connu pour avoir été un ami proche du peintre. Il l'acheta 5 000 marks. Pour Wolfgang Henze, le directeur des Archives Ernst-Ludwig-Kirchner en Suisse, ce prix était élevé pour une œuvre de cet artiste à l'époque.
Les institutions se sont toutefois défendues en indiquant que les conventions nationales et internationales sur la restitution des œuvres d'art qui ont été saisies par les nazis, entre autres la convention de Washington selon laquelle, dans de tels cas de restitution, la charge de la preuve est inversée.[pas clair] Pour conserver le tableau, le Land de Berlin aurait dû prouver que la veuve Hess avait reçu un prix d'achat approprié.
Après la restitution, la toile s'est vendue aux enchères le 8 novembre 2006 chez Christie's, à New York, pour près de 30 millions de dollars. L'avocat munichois Daniel Amelung a tenté, jusqu'à la dernière minute, d'empêcher la vente aux enchères, en déposant auprès du ministère public de Berlin une requête contre le maire Klaus Wowereit (SPD) à cause d'un soupçon de déloyauté, mais en vain.

## Notes et références

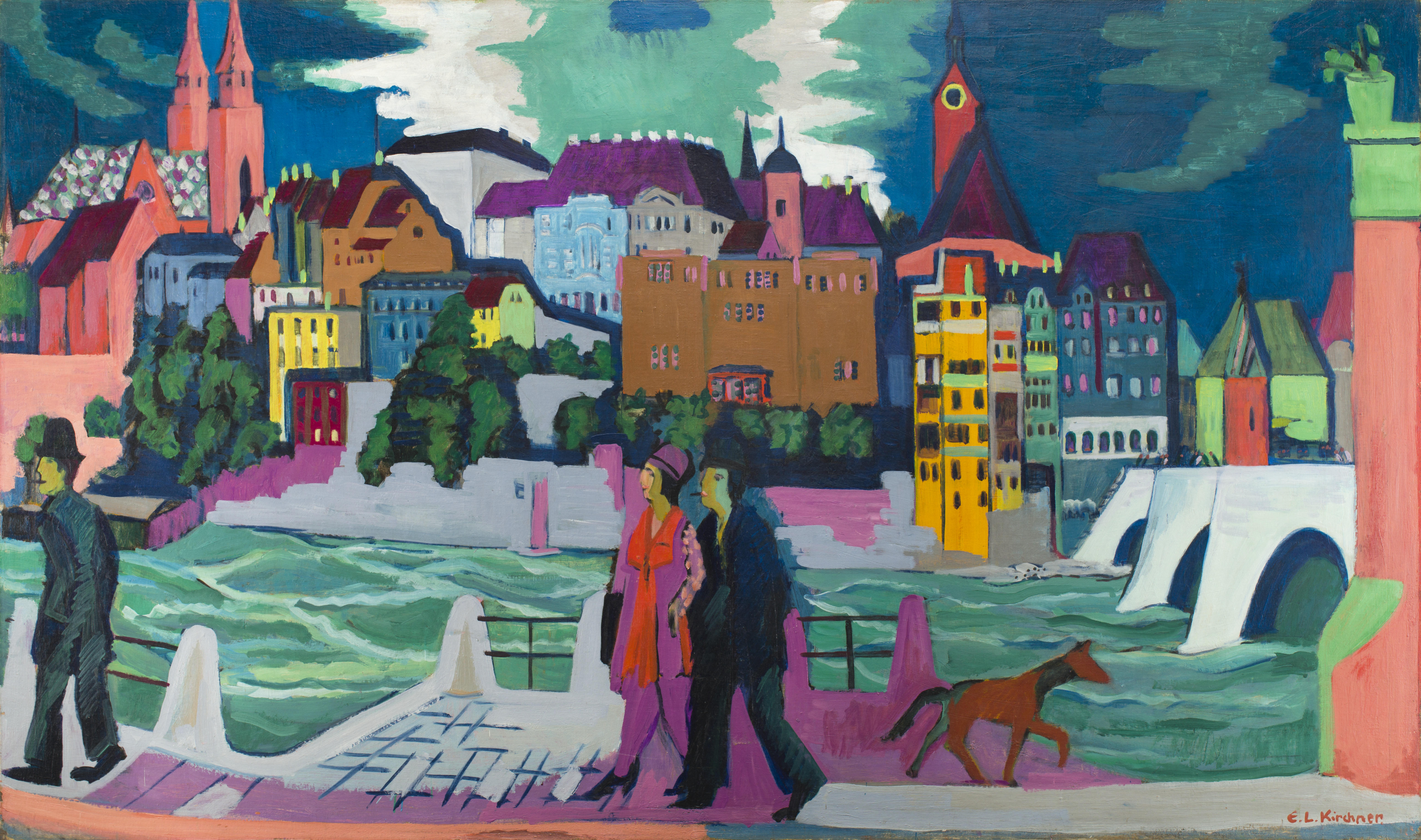
Vue de Bâle et du Rhin, 1927-1928,
Musée d'art de Saint-Louis, Saint-Louis.

### Filmographie
- Wilfried Hauke (de), Le regard blanc. Expressionnisme et colonialisme, documentaire, 53', 2021